# Robby Steinhardt
Robert Eugene “Robby” Steinhardt, född 25 maj 1950 i Chicago, Illinois och uppvuxen i Lawrence, Kansas, död 17 juli 2021 i Tampa, Florida, var en amerikansk violinist och sångare som är mest känd för att ha varit medlem i rockbandet Kansas åren 1973–1982 samt mellan 1997 och 2006.